# Wágner Pires de Almeida
Wágner Pires de Almeida (Porto Alegre, 27 december 1973) is een voormalig Braziliaans voetballer.

## Carrière
Wágner speelde tussen 1995 en 2008 voor verschillende clubs, in Brazilië, Japan en Polen.